# Chapuisia lesnei
Chapuisia lesnei es un coleóptero de la familia Chrysomelidae. Fue descrita científicamente en 1931 por Laboissiere.